# Herkingen

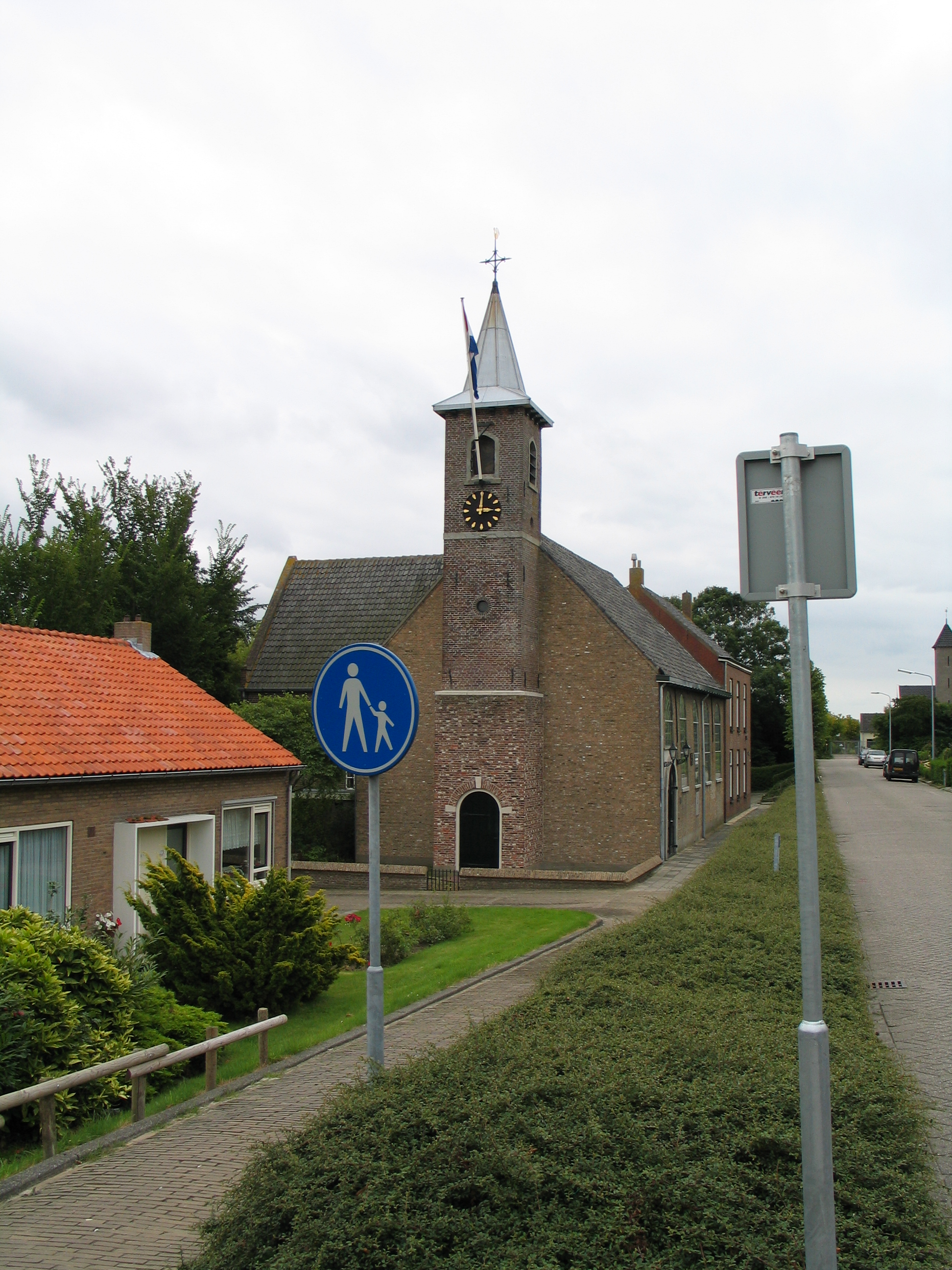
Hervormde Kerk

Herkingen (Haereken in het Flakkees dialect) is een dorp in de gemeente Goeree-Overflakkee, in de Nederlandse provincie Zuid-Holland. Het dorp heeft 1.295 inwoners (2023) en is gelegen aan het Grevelingenmeer. Tot 1966 was het een zelfstandige gemeente; in dat jaar ging het samen met de gemeente Melissant op in de gemeente Dirksland. In 2013 ging Dirksland op in de gemeente Goeree-Overflakkee.

## Geschiedenis
Door de eeuwen heen zijn er verschillende pogingen gedaan om het uitgors 'Harckinghe' te bedijken. Deze drooggevallen plaat behoorde oorspronkelijk tot Dirksland. Hertog Jan van Beieren van Voorne, die ook de polder van Dirksland liet bedijken, heeft in 1415 het uitgors afgestaan aan Jan van Renesse van Rijnouwen, het Kartuizerklooster te Zelem en het Regulierenklooster te Rugge nabij Brielle. Er wordt beweerd dat de polder in 1420 al werd bedijkt en in 1421 weer werd overstroomd door het water, wellicht door de Sint-Elisabethsvloed van dat jaar. Hier is echter geen bewijs voor.
In 1462 werd opnieuw een poging gedaan om de polder Herkingen te bedijken, maar hij verdwijnt in hetzelfde jaar alweer onder water.
In 1484 was de nieuwe bedijking van de polder afgerond. In het dorpje Herkingen, is inmiddels ook een kapel gebouwd. Deze wordt op 9 mei 1484 door de bisschop David van Bourgondië tot parochiekerk verheven en ingelijfd bij het klooster Rugge. De in 1484 afgeronde bedijking lag heel ongunstig. Doordat de polder vrij open in de zeearm het Grevelingen lag, werd deze regelmatig blootgesteld aan stormen vanuit het noordwesten en westen. Bij vrijwel alle stormvloeden brak de polder dan ook in. Doordat de polder aan de zuidkant verschillende keren is doorgebroken, werd het dorp en de kerk verplaatst, waarschijnlijk naar het noorden, op de plaats waar het dorp nu ligt (rondom de Kaaidijk en Scharloodijk).
In het jaar 1505 werd de polder Herkingen verbonden met omliggende polders. De huidige Molendijk verbond de polder met de polder Dirksland, en een schenkeldijk verbond Battenoord en Herkingen. Vanaf deze tijd wordt de polder vaak Oud-Herkingen genoemd.
Bij stormvloeden in 1511, 1530, 1532, 1552, 1575 en 1577 is de polder verschillende keren volledig onder water verdwenen. Iedere keer werd de polder opnieuw bedijkt. Bij de overstroming in 1511 is de kerk verloren gegaan. De overstroming in 1577 was mede een gevolg van de zware militaire bezetting tijdens de Tachtigjarige Oorlog, door aanleg van schansen en verdedigingswerken.
In 1604 zag men in dat de polder Oud-Herkingen te groot was voor de ligging. De wind en het water hadden te veel grip op de polder. Daarom werd deze in dit jaar in kleinere vorm opnieuw bedijkt. Van de oorspronkelijke 350 hectare oppervlakte, bleef er maar 230 hectare over.
Bij de Grote Vloed van 1682 liepen de polders Battenoord, Klinkerland en Oud-Herkingen in. In Oud-Herkingen wordt het nieuwe kerkgebouw vernietigd door de vloed. Aan de overkant van de Grevelingen ging het Hollandse stadje Bommenede volledig verloren.
In 1754 raakt Herkingen de korenmolen, die "op de Hoagte" stond, kwijt. Op last van de molenaar van Dirksland moest de molen verdwijnen en moest het koren voortaan in Dirksland gemalen worden. Het onderstel van de molen staat er nog steeds en is bekend als de Visbank.
In 1808 bracht koning Lodewijk Napoleon een bezoek aan Herkingen, waar hij werd ontvangen onder de Visbank. Daar heeft hij de kerk een schenking gedaan van f. 2000,- om de schulden af te lossen.

### Jan Deugt
Een man die een grote rol heeft gespeeld in de ontwikkeling van Herkingen in de 18e eeuw, was Jan Deugt (1739-1797). Hij werd geboren in Stad aan 't Haringvliet en verloor op jonge leeftijd zijn ouders. Op zijn 14e is hij naar Herkingen vertrokken om daar als dagloner te werken. Na zich met hulp van een onderwijzer en een predikant ontwikkeld te hebben werd hij rentmeester en 
procureur. Zo kreeg Deugt invloed op het dorps- en polderbestuur. In 1774 werd hij achtereenvolgens tot schout, secretaris en dijkgraaf benoemd. Door zijn toedoen is de huidige kerk gebouwd. Ook zorgde hij voor de ontginning van de polders Diederik en Elisabeth. Deugt was vanaf 1774 tot aan zijn plotselinge overlijden in 1797 actief in het belang van het dorp Herkingen.

## Onderwijs
Herkingen heeft een protestants-christelijke basisschool, de Prins Johan Frisoschool. De school is aangesloten bij de scholenkoepel Kindwijs. In 2021 herdacht de school haar 100-jarig bestaan. Vroeger waren er drie scholen te vinden in Herkingen: een openbare school, een Nederlands Hervormde school, en een Gereformeerde school. Deze drie scholen stonden aaneengeschakeld onder aan de Kaaidijk. In 1972 zijn de scholen gefuseerd, en sinds 1976 staat de school aan de Deltastraat.

## Sport
Het dorp heeft verschillende mogelijkheden tot sport. Zo is er een voetbalvereniging: Herkingen '55. Ook is er een boogschietvereniging. Aan de Oranjestraat, naast het voetbalveld, is een multifuntioneel sportveld te vinden, waar iedereen vrij gebruik van kan maken.

## Kerken

### Hervormde Gemeente
De eerste steen van de kerk werd gelegd op 17 april 1788 door de schout Jan Deugt, een steen aan de buitenzijde van de kerk herinnert hier nog aan. Op 16 november 1788 werd de kerk plechtig in gebruik genomen door ds. Cornelis Gavel van Goedereede en Stellendam. De kerktoren was tot 1866 van hout, daarna is er een stenen toren gekomen. In de toren hangt een klok uit 1788, gegoten door Gerrit Bakker in Rotterdam. Deze klok is in de Tweede Wereldoorlog door de Duitsers gestolen, maar in 1946 weer teruggevonden en tot op heden hangt de klok weer in de toren.
In 1928 zijn er plannen voor uitbreiding van het kerkgebouw. Bij deze uitbreiding is ook voor het eerst een orgel in de kerk geplaatst. Het orgel werd gebouwd door de firma A. S. J. Dekker uit Goes. Voor 1929 werd de gemeentezang begeleid door een voorzanger. In 1970 is dit orgel vervangen door een orgel van Leeflang te Apeldoorn.
Er is nu plaats voor zo’n 350 kerkgangers. Tijdens de Watersnoodramp van 1953 is het kerkgebouw beschadigd geraakt, maar met financiële giften van 12 burgerlijke gemeenten kon het kerkgebouw weer worden gerestaureerd. Aan deze gebeurtenis herinneren twee glas-in-loodramen.

### Gereformeerde Gemeente
Vanuit een Bakkeriaanse gemeente ontstond op 25 oktober 1922 een Gereformeerde Gemeente. De instituering van deze gemeente had aanvankelijk nog wat voeten in de aarde, omdat de gemeente geen vergunning kreeg. Later is deze toch verleend. De gemeente is altijd vacant geweest.

### Hersteld Hervormde Kerk
Tot 2021 kende Herkingen ook een Hersteld Hervormde Kerk. Deze kwam bijeen in een lokaal van de basisschool. Vanwege teruglopende ledenaantallen en een gebrek aan ambtsdragers is de gemeente opgeven. Op 31 december 2021 heeft de gemeente haar laatste dienstgehouden. De meeste leden zijn overgegaan naar de HHK in Nieuwe-Tonge.

## Voorzieningen
Het dorp kent verschillende voorzieningen. Zo is er een supermarkt, de Dagwinkel, en heeft het dorp twee havens: een commerciële en een als vereniging. Ook heeft het dorp een vakantiepark. Buurtgebouw Ons Huis is een multifunctioneel gebouw, dat voor veel doeleinden wordt gebruikt. Zo gebruikt de school dit als gymzaal.

## Bezienswaardigheden

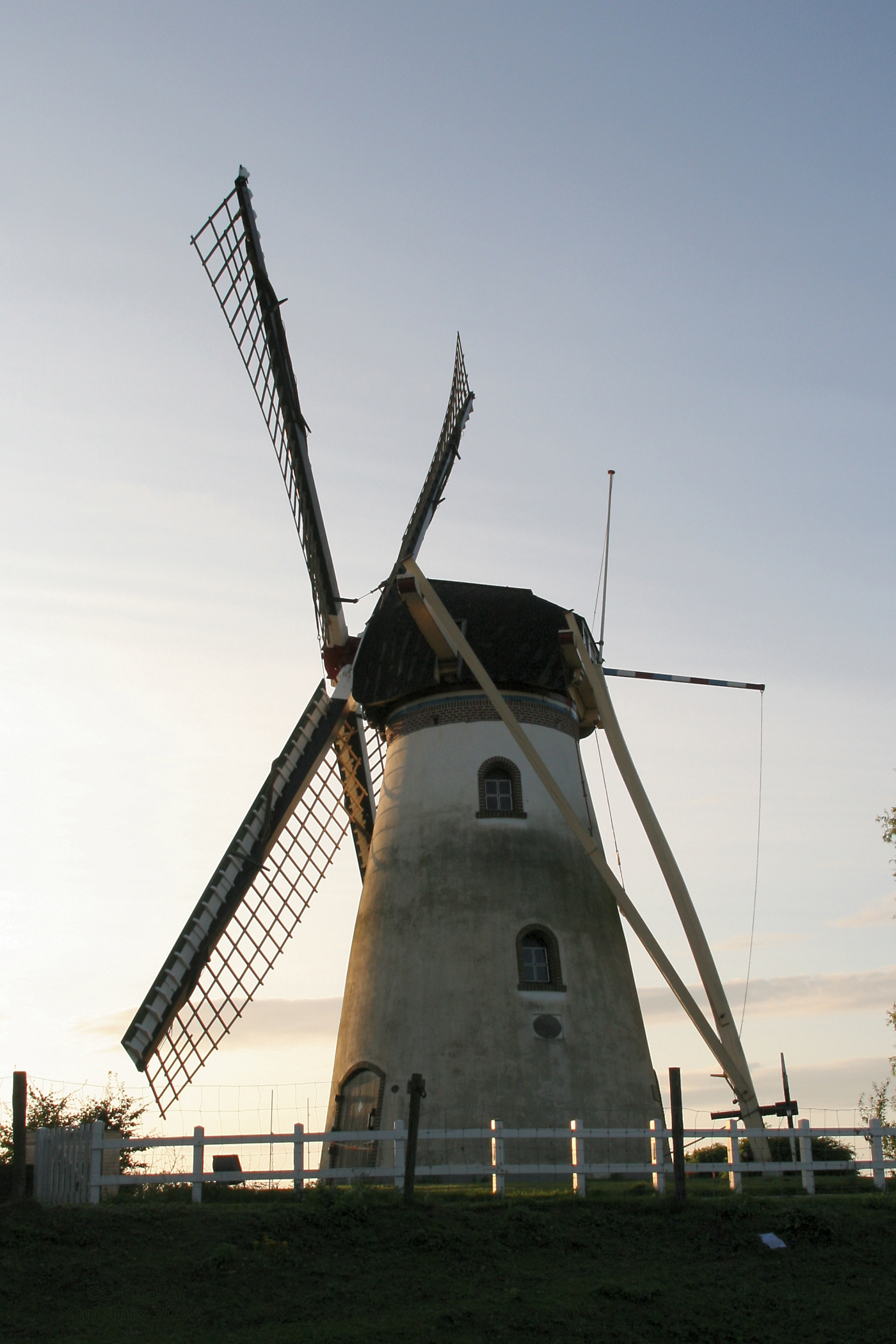
Korenmolen De Dankbaarheid

Het dorp kent enkele bezienswaardigheden, zoals molen De Dankbaarheid (1841), de Hervormde Kerk (1788) en de Visbank (1754). Ook zijn er in en rond het dorp meerdere herdenkingspanelen te vinden met informatie over de Tweede Wereldoorlog en de Watersnoodramp.